# Ecce Homo (књига)
Ecce Homo: Како човек постаје оно шта јесте је књига коју је Фридрих Ниче написао у својим позним годинма када је био у већ поодмаклом стадијуму парализе. Дело је Ничеово лично објашњење својих главних дела и услова под којима су писана. Ево човека је објављено 1908. године, пошто се дуго времена мислило да је Ниче пред смрт лично желео да остане нештампано.